# Kapuzenpullover

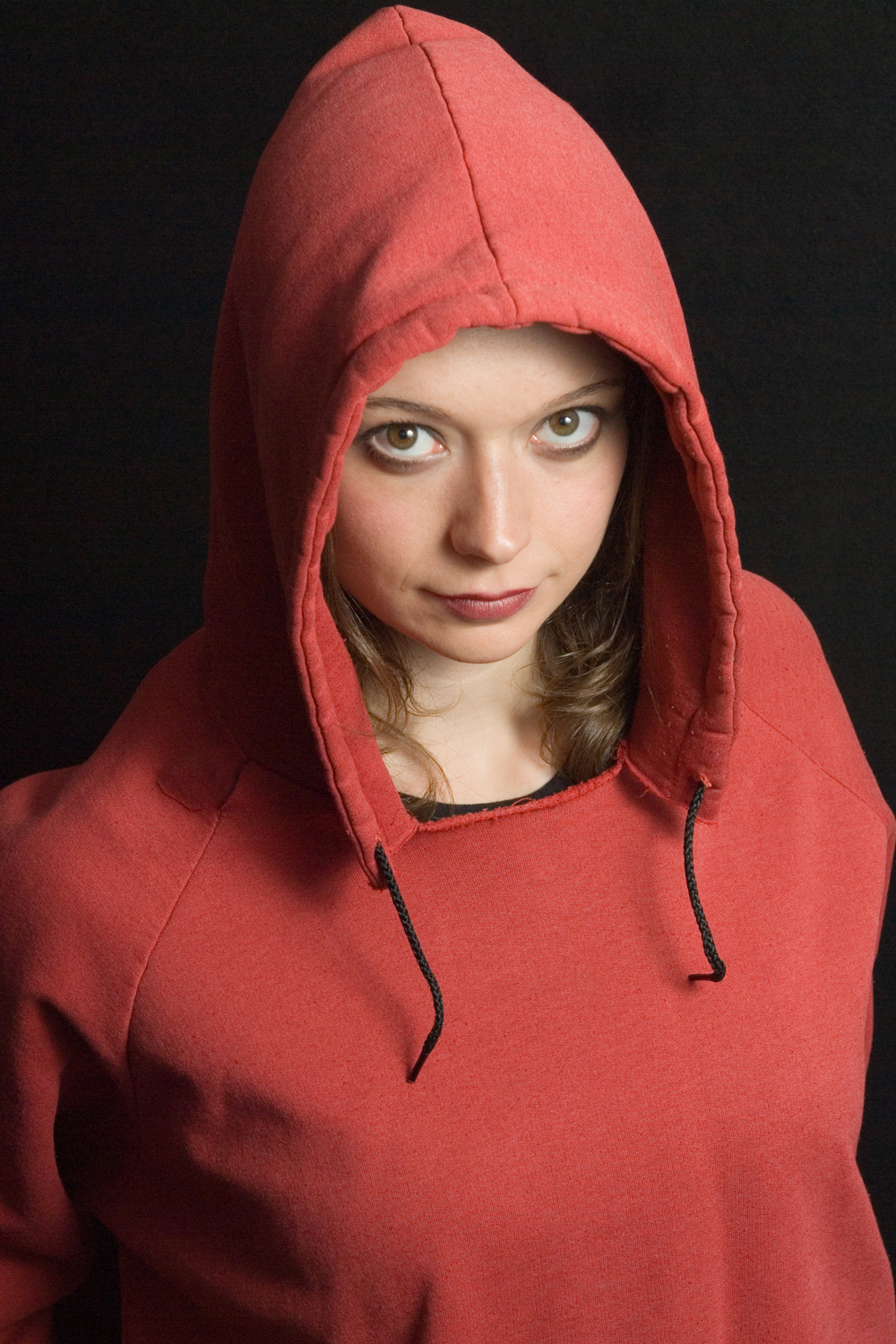
Das kanadische Model Abby Taylor in einem Kapuzenpullover

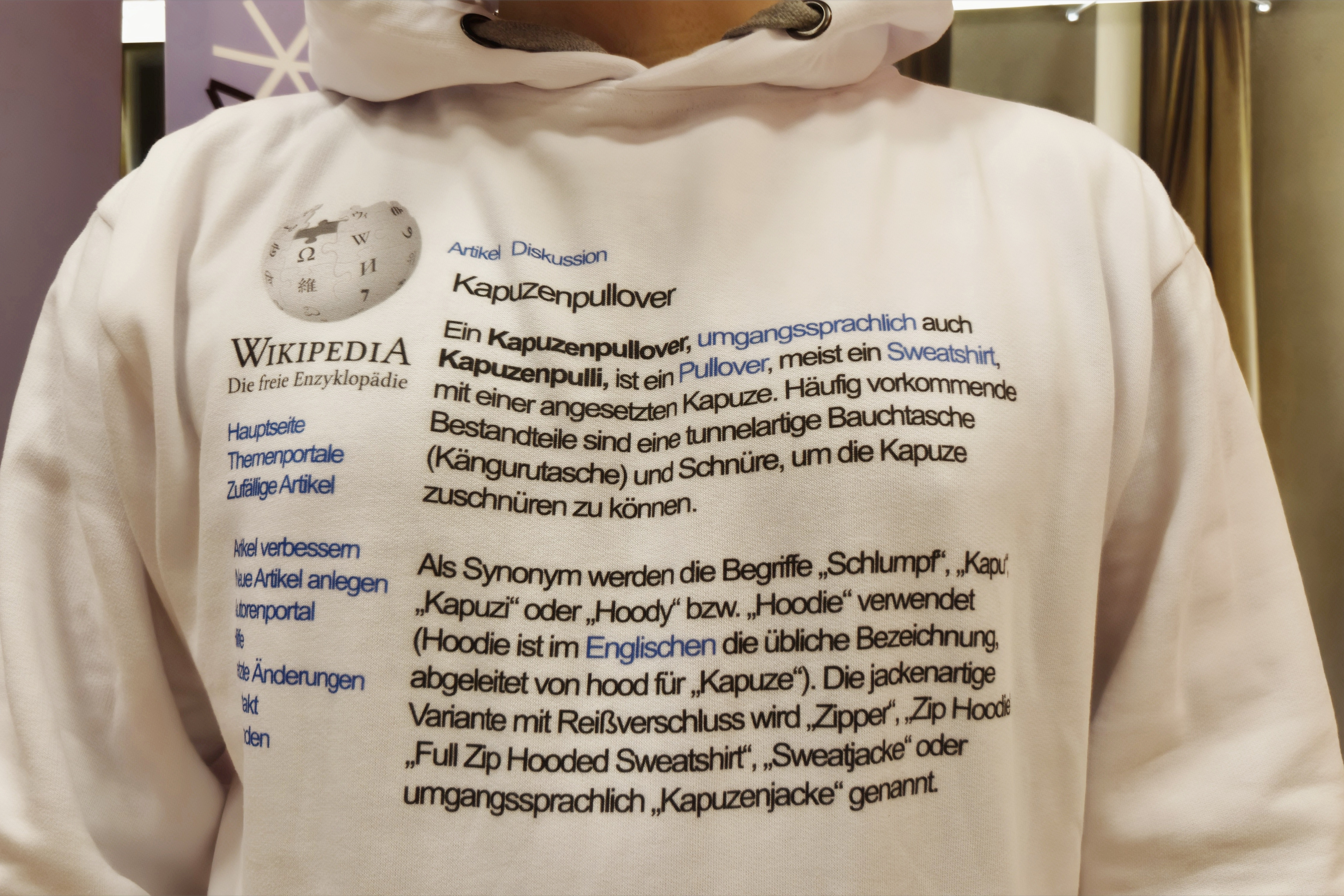
Kapuzenpullover mit Aufdruck des Wikipedia-Artikels zum Thema

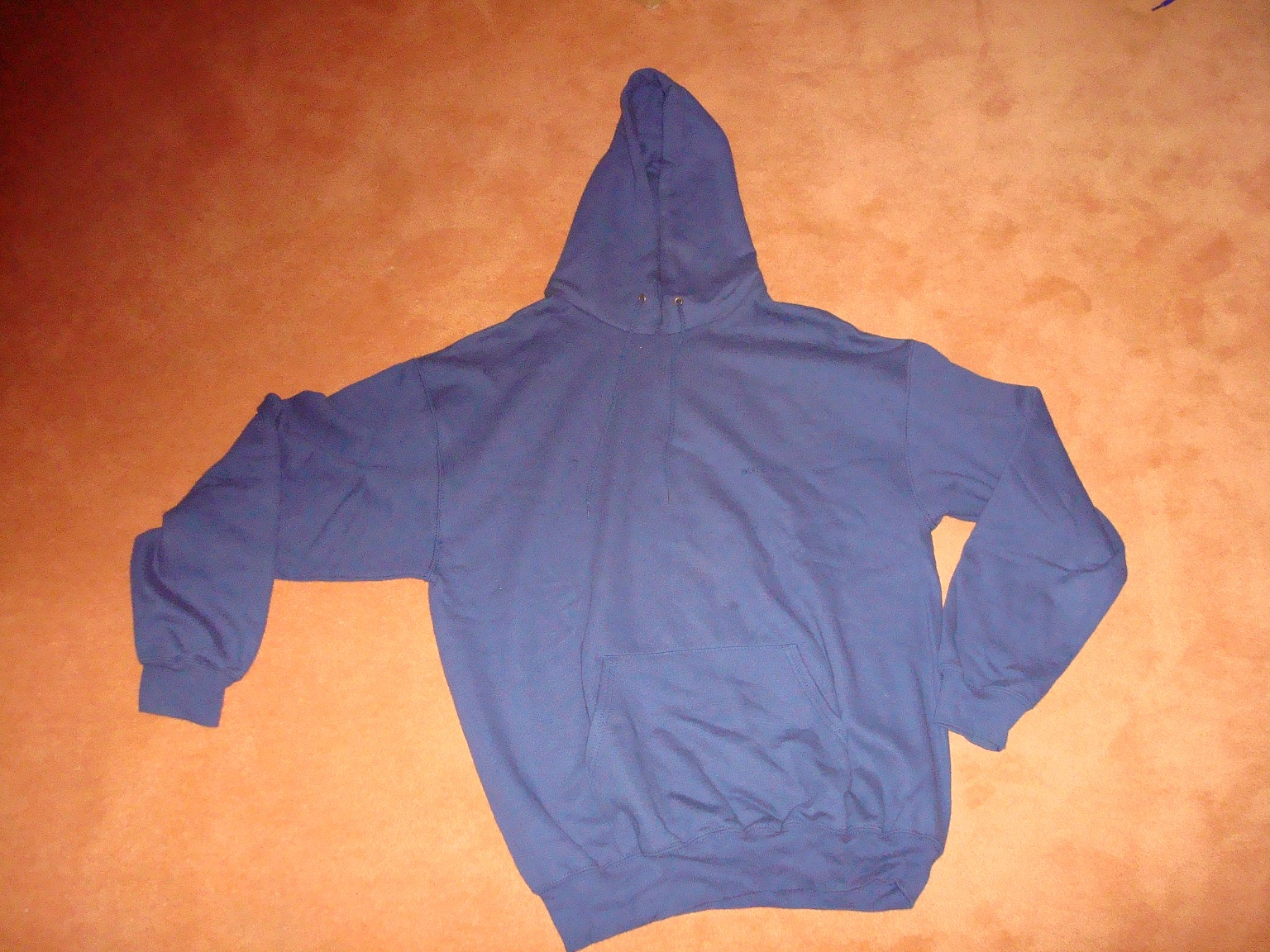
Klassisches Kapuzensweatshirt

Ein Kapuzenpullover, umgangssprachlich auch Kapuzenpulli, ist ein Pullover, meist ein Sweatshirt, mit einer angesetzten Kapuze. Häufig vorkommende Bestandteile sind eine tunnelartige Bauchtasche (Kängurutasche) und Schnüre, um die Kapuze zuschnüren zu können.
Als Synonym werden die Begriffe „Schlumpf“, „Kapu“, „Kapuzi“ oder „Hoody“ bzw. „Hoodie“ verwendet (Hoodie ist im Englischen die übliche Bezeichnung, abgeleitet von hood für „Kapuze“). Die jackenartige Variante mit Reißverschluss wird „Zipper“, „Zip Hoodie“, „Full Zip Hooded Sweatshirt“, „Sweatjacke“ oder umgangssprachlich „Kapuzenjacke“ genannt.

## Geschichte
Die Geschichte des Kapuzenpullovers begann in den 1930er Jahren. Stil und Form finden sich allerdings bereits im Mittelalter bei der Gugel, der formellen Kleidung christlicher Mönche, welche auch angenähte Kapuzen hatten. In der Neuzeit wurde der Kapuzenpullover in den 1930er Jahren vom Bekleidungshersteller Champion für die Arbeiter von Tiefkühllagern in New York produziert. Danach wurde er als Sport- und Straßenbekleidung populär.

## Trayvon Martin
Der Kapuzenpullover wurde in den Vereinigten Staaten im Zuge des Todesfalls Trayvon Martin Gegenstand einer öffentlichen Debatte und Symbol des Protests gegen Rassismus, nachdem der TV-Moderator Geraldo Rivera schwarze Jugendliche aufgefordert hatte, keine Kapuzenpullover zu tragen, um sich nicht in Gefahr zu bringen. Rivera entschuldigte sich später für diese Äußerung.